# Barbara
För andra betydelser, se Barbara (olika betydelser).

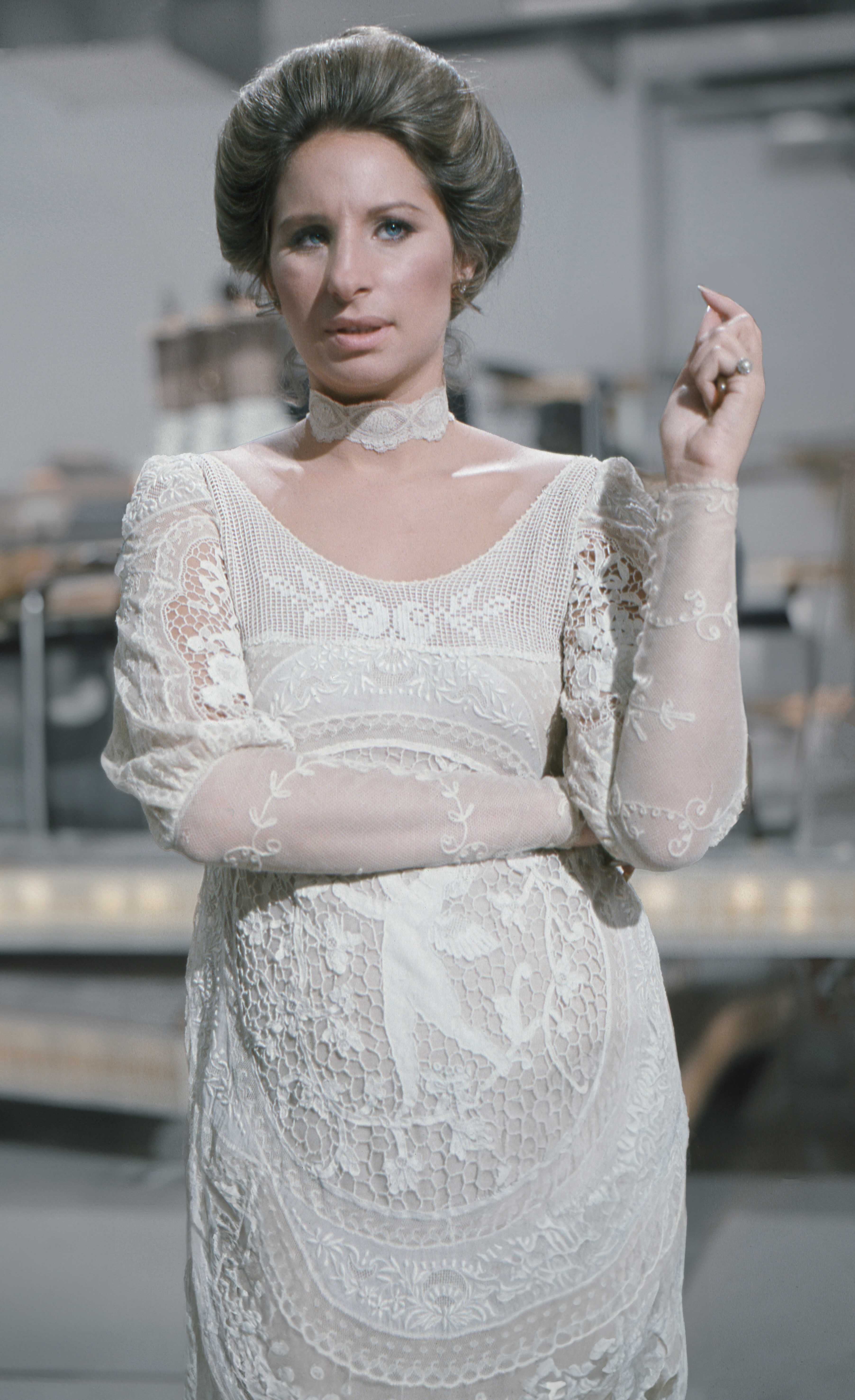
Barbra Streisand

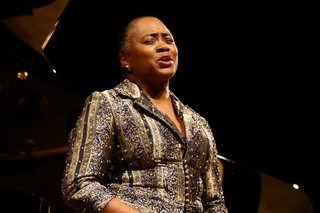
Barbara Hendricks

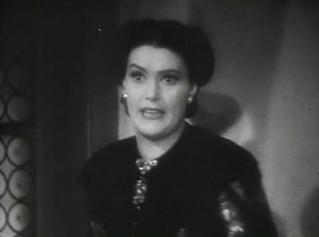
Barbara O'Neil

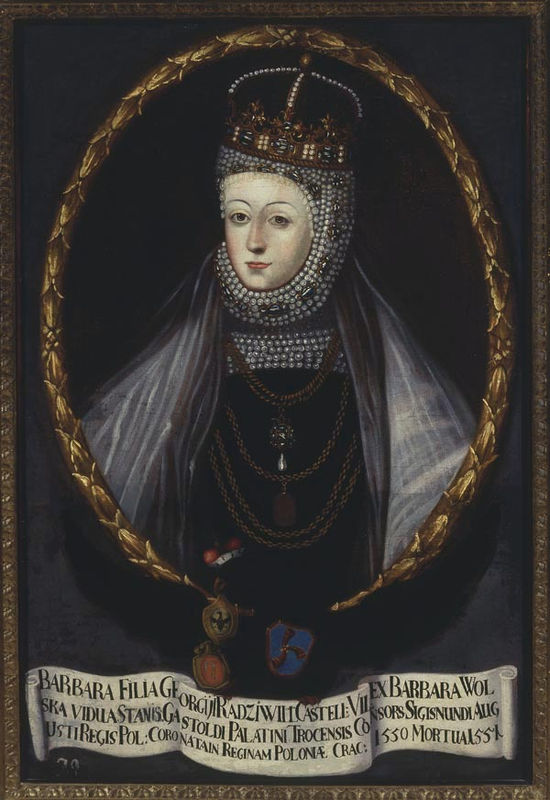
Barbara Radziwiłł

Barbara är ett kvinnonamn med grekiskt ursprung, med betydelsen 'en som talar ett obegripligt språk'. Namnet har använts i Sverige sedan 1300-talet. En nordisk variant är namnsdagsgrannen Barbro.
Den 31 december 2014 fanns det totalt 3 788 kvinnor folkbokförda i Sverige med namnet Barbara, varav 2 182 bar det som tilltalsnamn.
Namnsdag i Sverige: 4 december. I den finlandssvenska namnsdagslängden har Barbara namnsdag 4 december sedan starten 1929, då en egen namnsdagskalender togs i bruk för finlandssvenskar.

## Personer med namnet Barbara
- Barbara, helgon
- Barbara, artistnamn för den franska sångerskan Monique Serf
- Barbara av Celje, tysk-romersk kejsarinna och drottning av Ungern och Böhmen
- Barbara av Portugal, spansk drottning
- Barbara Bach, amerikansk skådespelerska, hustru till Ringo Starr
- Barbara Bel Geddes, amerikansk skådespelerska
- Barbara Bennett, amerikansk skådespelerska
- Barbara Bergström, amerikansk-svensk lärare och friskolegrundare
- Barbara Broccoli, amerikansk filmproducent
- Barbara Bush, amerikansk presidentfru till George H.W. Bush
- Barbara Pierce Bush, amerikansk presidentdotter till George W. Bush
- Barbara Campanini, italiensk ballerina
- Bárbara Carrera, amerikansk skådespelerska
- Barbara Cartland, brittisk författare
- Barbara Castle, brittisk politiker, den första och hittills enda kvinna som haft posten som vice premiärminister
- Barbara Dex, belgisk sångerska
- Barbara Ehrenreich, amerikansk journalist, författare och politisk aktivist
- Barbara Fairchild, amerikansk sångerska
- Barbara Ferrell, amerikansk friidrottare
- Barbara Fugger, tysk bankir.
- Barbara Griffin, irländsk skådespelerska
- Barbara Hale, amerikansk skådespelerska
- Barbara Harris, amerikansk skådespelerska
- Barbara Helsingius, finlandssvensk musiker
- Barbara Hendricks, amerikansk/svensk operasångerska
- Barbara Hepworth, brittisk skulptör
- Barbara Hershey, amerikansk skådespelerska
- Barbara Kruger, amerikansk konstnär
- Barbara Lönnqvist, finlandssvensk språkvetare och översättare
- Barbara Mandrell, amerikansk musiker
- Barbara McClintock, amerikansk forskare och nobelpristagare
- Barbara O'Neil, amerikansk skådespelare
- Barbara Petzold, tysk skidåkare
- Barbara Ployer, österrikisk pianist, Mozarts elev
- Barbara Pym, engelsk författare
- Barbara Radziwiłł, polsk drottning
- Barbra Ring, norsk författare
- Barbara Shelley, brittisk skådespelerska
- Barbara Stanwyck, amerikansk skådespelerska
- Barbra Streisand, amerikansk sångerska och skådespelare
- Barbara Strozzi, italiensk kompositör
- Barbara Tuchman, amerikansk historiker
- Barbara Villiers, engelsk hovdam, mätress till Karl II av England
- Barbara Wagner, kanadensisk konståkare
- Barbara Zápolya, polsk drottning och litauisk storhertiginna

### Fiktiva personer med namnet Barbara
- Barbara, en ung flicka på Färöarna i romanen Barbara av Jørgen-Frantz Jacobsen, liksom i filmatiseringen Barbara, en dansk-färöisk film från 1997 av Nils Malmros
- Barbara Gordon, den första Batgirl
- Barbara Soprano, rollfigur i den amerikanska tv-dramaserien Sopranos från 1999-2007.
- Barbara Undershaft, major i Frälsningsarmén och titelfigur i George Bernard Shaws drama Major Barbara från 1905.[5]
- Barbara Wolf, huvudperson i Barbara, en tysk film från 2012 av Christian Petzold